# Trinidaddollar
Trinidaddollar (TT$ - Trinidad and Tobago dollar) är den valuta som används i Trinidad och Tobago i Nordamerika. Valutakoden är TTD. 1 Dollar = 100 cents.
Valutan infördes under år 1964 och ersatte det brittiska västindienpundet.

## Användning
Valutan ges ut av Central Bank of Trinidad and Tobago - CBTT som grundades 1964 och har huvudkontoret i Port of Spain. CBTT ersatte den tidigare British Caribbean Currency Board (BCCB).

## Valörer
- mynt: inga Dollarmynt
- underenhet: 5, 10, 25 och 50 cents
- sedlar: 1, 5, 10, 20 och 100 TTD